# Vi kan leva utan kärnkraft
Vi kan leva utan kärnkraft är ett samlingsalbum av blandade artister, utgivet på skivbolaget Silence Records 1975. Skivnummer SRS 4630.
Albumet var ett inlägg i kärnkraftsdebatten under parollen "bättre aktiv i dag än radioaktiv i morgon." Samtliga låtar skrevs speciellt för skivan.

## Låtlista
Där inte annat anges är låtarna skrivna av den medverkande artisten/gruppen.
Sida A
1. Bernt Staf – "Högenergi lågenergi"
2. Tore Berger – "Kapitalets bön"
3. Elektriska linden – "Röster i vinden" (Leif Nylén)
4. Turid Lundqvist – "Solens visa" (musik: trad., text: Lundqvist)
5. Roland von Malmborg – "Stoppa all atomkraft"

Sida B
1. Nynningen – "Det löser sig" (Bertil Goldberg)
2. Röde Mor – "Kärnkraft" (musik: Peter Ingemann, text: Niels Brunse)
3. Thomas Wiehe – "Marianne"
4. Thomas Tidholm – "Fortsättning följer" – (Bo Anders Persson, text: Tidholm (sista versen))

## Medverkande
"Högenergi lågenergi"
- Bo Hansson – orgel, elbas
- Björn J:son Lindh – flöjt, piano
- Bernt Staf – sång, gitarr

"Kapitalets bön"
- Tore Berger – gitarr, sång
- Lena Ekman – kör
- Jan Hammarlund – kör
- Anita Livstrand – kör
- Turid Lundqvist – kör
- Kjell Westling – basklarinett

"Röster i vinden"
- Torbjörn Abelli – kontrabas, sång
- Mikael Katzeff – sång, Indiskt piano,gitarr
- Leif Nylén – trummor, fläktgaller
- Ulf Ragnarsson – gitarr, sång

"Solens visa"
- Turid Lundqvist – gitarr, sång

"Stoppa all atomkraft"
- Greg FitzPatrick – piano
- Bo Flodin – kontrabas
- Roland von Malmborg – gitarr, sång
- Thomas Tidholm – kongas, trummor
- Jan Zetterkvist – trummor

"Det löser sig"
- Bernt Andersson – dragspel, sång
- Ulf Dageby – mandolin, saxofon, sång
- Bertil Goldberg – gitarr, sång
- Mikael Gyllenstig – trummor, sång
- Nikke Ström – kontrabas, sång
- Ewa Wilhelmsson – sång

"Kärnkraft"
- Peter Lugeman – kontrabas
- Peter Morgensen – trummor
- Totta Näslund – sång
- Henrik Strube – gitarr
- Troels Trier – synth

"Marianne"
- Turid Lundqvist – bjällror, sång
- Stefan Nylander
- Thomas Wiehe – gitarr, klangspel, sång

### Fotnoter
1. 1 2  ”Vi kan leva utan kärnkraft”. Svensk mediedatabas. http://smdb.kb.se/catalog/search?q=leva+utan+k%C3%A4rnkraft+typ%3Afonogram. Läst 27 januari 2013.
2. ↑  ”Vi kan leva utan kärnkraft”. Progg.se. Arkiverad från originalet den 23 augusti 2010. https://web.archive.org/web/20100823010626/http://www.progg.se/band.asp?ID=31&skiva=462. Läst 27 januari 2013.